# 쓰키지 혼간지

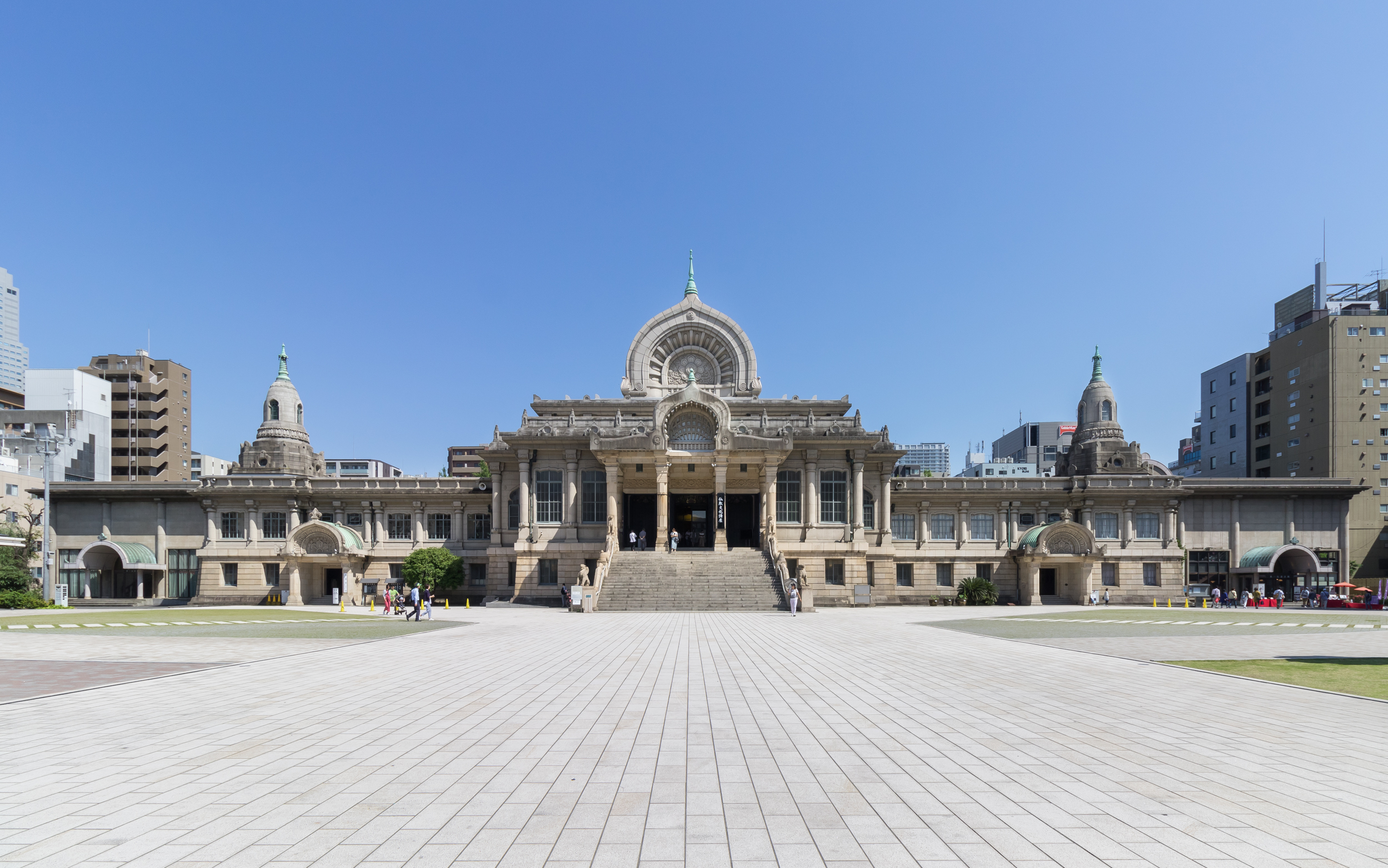

쓰키지 혼간지(築地本願寺)는 도쿄도 주오구 쓰키지 3정목에 위치한 정토진종본원사파의 사원이다. 도쿄도 내에 있어 대표적인 사원의 하나로서, 교토시에 있는 서본원사의 직할사원이다. 본존은 쇼토쿠 태자 수조(手彫)로 전승되어 왔다는 아미타여래 입상.
주지는 문주인 오타니 고준이 겸하며, 사무집행기관으로서 종무장(구: 윤번) 1인, 부종무장 2인으로 구성되어 초대종무장은 정토진종본원사파전총장(당시)인 후지카와 고쇼. 현재의 종무장은 야스나가 유겐. 
쓰키지 혼간지는 에도 시대인 1617년에 서본원사 별원으로서 아사쿠사어문 남쪽 요코야마초(현재의 니혼바시요코하마초, 히가시니혼바시)에 건립되었다. 에도 해안어방(江戸海岸御坊), 병정어방(浜町御坊)으로도 불렸다. 그러나 메이레키 대화재에 의해 본당은 소실. 그 후 에도 막부에 의해 구획정리를 위해 구지에의 재건이 불허되었고 그 대체지로서 핫초보리 근해상이 하부되었다. 이에 쓰쿠다시마(현: 주오구 쓰쿠다)의 문종이 중심이 되어 본당재건을 위해 바다를 매립하여 토지를 구축하고(이 매립공사가 지명 쓰키지의 유래) 1679년 재건하였다. 쓰키지 어방으로도 불리게 되었다. 또한 이때의 본당은 서남(현재의 쓰키지 시장)을 향하여 세워져서 장외시장 부근이 문전정(門前町, 절 앞의 시가)이 되기도 하였다. 
1923년 관동대진재로 지진에 의한 도괴는 면하였으나 그 직후 일어난 화재에 의해 다시금 가람을 잃었다. 또한 52개 절의 절중자원은 피해 후 구획정리에 따라 각지에 이전되었다. 
현재의 본당은 1934년 준공되었다. 고대 인도의 양식을 모티브로 한 건축으로 당시의 정토종본사원사파 법주 오타니 고즈이와 친교가 있던 도쿄제국대학 공학부 명예교수 이토 주타에 의해 설계되었다. 당시의 종교시설으로서는 드문 철근콘크리트조로 마쓰이구미(현: 마쓰이 건설)의 시공에 의해 건축되었다. 대리석 조각이 이드거니 사용되어 그 스타일은 현재에 있어서도 참신 또 장엄하며, 쓰키지의 거리의 대표적인 볼거리이다. 본당은 중요문화재로 지정되어 있다. 
정토진종본원사파의 신체제이행(2012년 4월 1일부)에 따라 정식명이 종전의 '혼간지 쓰키지 별원'에서 '쓰키지 혼간지'로 변경되어 쓰키지 혼간지는 전국 유일의 직할사원이 되었다. 